# Estação General Anaya (Metrorrey)
A Estação General Anaya é uma das estações do Metrorrey, situada em Monterrei, entre a Estação Regina e a Estação Cuauhtémoc. Administrada pela STC Metrorrey, faz parte da Linha 2.
Foi inaugurada em 30 de novembro de 1994. Localiza-se no cruzamento da Avenida Alfonso Reyes com a Rua Pedro María Anaya. Atende o bairro Bella Vista.